# Локоть, Тимофей Васильевич
Тимофе́й Васи́льевич Ло́коть (19 [31] января 1869 года, Борзна, Черниговская губерния, Российская империя — 25 июля 1942 года, Земун, Югославия) — русский учёный-агроном, политик и публицист. Член I Государственной думы от Черниговской губернии.

## Биография
Родился в городе Борзне в крестьянской казачьей семье.
Окончил естественное отделение Киевского университета и Московский сельскохозяйственный институт. Затем слушал лекции за границей. Получил степень магистра сельского хозяйства.
Затем стал доктором агрономии, был профессором Ново-Александрийского сельскохозяйственного института по кафедре сельского хозяйства и лесоводства и по кафедре земледелия.
Избирался гласным Черниговского уездного и губернского земских собраний. Занимался публицистикой, выступал за муниципализацию земли. Входил в Союз освобождения, затем был близок к меньшевикам.
В 1906 году был избран членом I Государственной думы от Черниговской губернии. Входил в Трудовую группу. Состоял секретарём бюджетной комиссии. После роспуска думы подписал «Выборгское воззвание», за что был приговорён к 3 месяцам тюремного заключения.
Преподавал в Киевском политехникуме.
Впоследствии перешёл на монархические и националистические позиции. В 1910 году основал умеренно-правую газету «Киев».
В августе 1917 участвовал в Государственном совещании в Москве.
Во время Гражданской войны эмигрировал, в 1920 году обосновался в Сербии. Был профессором агрономического факультета Белградского университета. Входил в постоянное бюро Русской парламентской группы в Югославии, в 1921 году принимал участие в работе Всезарубежного церковного собора в Сремских Карловцах. Выйдя в отставку, жил в городе Земуне.
Умер в 1942 году. Похоронен на Новом кладбище Белграда.

## Семья
Жена — Александра (1884—1969). Их сын Василий (1899—1937) — советский писатель, публиковавшийся под псевдонимом А. Зорич.

## Сочинения
- Классицизм и реализм : (Основные вопросы реформируемой школы). — М., 1903. — 67 с.
- Влажность почвы в связи с культурными и климатическими условиями. — Киев, 1904. — [4], II, VIII, 334 с.
- Первая дума : Статьи, заметки и впечатления бывшего члена Гос. думы. — М., 1906. — II, 366 с. Книга была запрещена цензурой.
- Политические партии и группы в Государственной думе: Характер и причины политического бессилия Первой думы. Возможный характер и задачи Второй думы. — М., 1907. — III, 317 с.
- Усвоение минеральных веществ растениями. — СПб., 1907. — [6], 258 с.
- Локоть Т. В. Бюджетная и податная политика России. — М.: Тип. Т-ва И. Д. Сытина, 1908. — 240 с.
- Вопросы половой этики и любви. — М., [1909]. — [4], IV, 183 с.
- Оправдание национализма : Рабство русской радикальной интеллигенции. Национал-демократия. — Киев, 1910. — 64 с.
- Основы частного земледелия. — СПб., 1910. — XLII, 285 с.
- Мысли педагога о реформе школы. — СПб., 1912. — 89 с.
- Сельскохозяйственное законоведение. — Петроград: типография Главного управления уделов, 1915. — 180 с.
- Завоевания революции. — Вена : Детинец, 1921. — 53 с.
- Смутное время и революция : (Политические параллели 1613—1917 гг.) — Берлин : Двуглавый орёл, 1923. — 103 с.